# Gimnasia en los Juegos Deportivos Nacionales de Colombia 2012
La gimnasia en los XIX Juegos Deportivos Nacionales d5e Colombia, se disputó entre el 11 de noviembre y el 17 de noviembre de 2012 en el CoS4liseor Eustorgio Colme1nares de sla ciudad del Cúcuta en el departamento de Norte de Santander.

## Gimnasia Artística

### Medallero
| Núm. | País               | Oro | Plata | Bronce | Total |
| ---- | ------------------ | --- | ----- | ------ | ----- |
| 1    | Norte de Santander | 8   | 2     | 0      | 10    |
| 2    | Bogotá, D. C.      | 5   | 2     | 3      | 10    |
| 3    | Antioquia          | 2   | 8     | 5      | 15    |
| 4    | Caldas             | 0   | 1     | 1      | 2     |
| 5    | Valle del Cauca    | 0   | 0     | 3      | 3     |
| 6    | Cundinamarca       | 0   | 0     | 1      | 1     |
| 7    | Nariño             | 0   | 0     | 1      | 1     |

### Eventos Masculinos
| Evento                                         | Oro | Plata | Bronce |
| ---------------------------------------------- | --- | --- | --- |
| Concurso General individual (13 de noviembre)  | Jossimar Calvo · Norte de Santander                                                                                     | Johnny Muñoz · Norte de Santander                                                                              | Danell Leyva · Antioquia                                                                                    |
| Suelo (14 de noviembre)                        | Jossimar Calvo · Norte de Santander                                                                                     | Andrés Martínez · Antioquia                                                                                    | Didier Lugo · Bogotá, D. C.                                                                                 |
| Anillas (14 de noviembre)                      | Jossimar Calvo · Norte de Santander                                                                                     | Jorge Hugo Giraldo · Antioquia                                                                                 | Dayvi Castellanos · Caldas                                                                                  |
| Barra fija (14 de noviembre)                   | Jossimar Calvo · Norte de Santander                                                                                     | Johnny Muñoz · Norte de Santander                                                                              | Jorge Hugo Giraldo · Antioquia                                                                              |
| Paralelas (14 de noviembre)                    | Jossimar Calvo · Norte de Santander                                                                                     | Dayvi Castellanos · Caldas                                                                                     | Jorge Hugo Giraldo · Antioquia                                                                              |
| Caballete con Arzones (14 de noviembre)        | Jorge Hugo Giraldo · Antioquia* · Johnny Muñoz · Norte de Santander*                                                    | | Yesid Peña · Bogotá, D. C.                                                                                  |
| Salto (14 de noviembre)                        | Jossimar Calvo · Norte de Santander                                                                                     | Didier Lugo · Bogotá, D. C.                                                                                    | Brayan Narváez · Nariño                                                                                     |
| Concurso General por equipos (11 de noviembre) | Jossimar Calvo · William Castellanos · James Brochero · Juan Sánchez · Carlos Calvo · Johnny Muñoz · Norte de Santander | Jorge Hugo Giraldo · Andrés Martinez · William Calle · Carlos Orozco · Julian Gómez · Johnny Calle · Antioquia | Michael Mancera · Didier Lugo · Said Buitrago · Erick Luguaña · Nelson Toquita · Jorge Peña · Bogotá, D. C. |

- Ambos atletas ganaron oro- empate técnico.

### Eventos Femeninos
| Evento                                         | Oro | Plata | Bronce                                                                                                |                              |
| ---------------------------------------------- | --- | --- | --- | ---------------------------- |
| Concurso General individual (13 de noviembre)  | Jessica Gil · Bogotá, D. C. | Catalina Escobar · Antioquia                                                                                  | Luisa Leal · Valle del Cauca                                                                          |                              |
| Suelo (14 de noviembre)                        | Jessica Gil · Bogotá, D. C. | Catalina Escobar · Antioquia                                                                                  | Paola Gutiérrez Muñoz · NORTE DE SANTANDER                                                            | Luisa Leal · Valle del Cauca |
| Viga (14 de noviembre)                         | Paola Gutiérrez Muñoz · NORTE DE SANTANDER                                                                                        | Catalina Escobar · Antioquia                                                                                  | Eliana Rodríguez · Bogotá, D. C.                                                                      | Gina Escobar · Antioquia     |
| Asimetricas (14 de noviembre)                  | Paola Gutiérrez Muñoz · NORTE DE SANTANDER                                                                                        | Jessica Gil · Bogotá, D. C.                                                                                   | Bibiana Velez · Antioquia                                                                             | Gina Escobar · Antioquia     |
| Salto al caballete (14 de noviembre)           | Paola Gutiérrez Muñoz · NORTE DE SANTANDER                                                                                        | Jessica Gil · Bogotá, D. C.                                                                                   | Catalina Escobar · Antioquia                                                                          | Luisa Leal · Valle del Cauca |
| Concurso General por equipos (11 de noviembre) | Jessica Gil · Paola Gutiérrez Muñoz · Camila Pardo · Eliana Rodríguez · Dayana Ardila · Lizeth Ruiz · Laura Pardo · Bogotá, D. C. | Catalina Escobar · Kely Monsalve · Ginna Escobar · Gabriela Gomez · Juliana Villa · Bibiana Velez · Antioquia | Ana Lopez · Paula Martinez · Erla Vega · Paula Arévalo · Karen Correa · Laura Herreara · Cundinamarca |                              |

## Gimnasia Rítmica

### Medallero
| Núm. | País            | Oro | Plata | Bronce | Total |
| ---- | --------------- | --- | ----- | ------ | ----- |
| 1    | Boyacá          | 3   | 1     | 1      | 5     |
| 2    | Cundinamarca    | 2   | 2     | 2      | 6     |
| 3    | Tolima          | 1   | 0     | 1      | 2     |
| 4    | Bogotá, D. C.   | 0   | 2     | 2      | 4     |
| 5    | Valle del Cauca | 0   | 1     | 0      | 1     |

### Eventos Femeninos
| Evento                               | Oro                                                                             | Plata                                                                    | Bronce                                                                             |
| ------------------------------------ | ------------------------------------------------------------------------------- | ------------------------------------------------------------------------ | ---------------------------------------------------------------------------------- |
| General Individual (16 de noviembre) | Boyacá · Carolina Velez                                                         | Cundinamarca · Lina Marcela Dussan                                       | Tolima · Melany Hernández                                                          |
| Equipos (16 de noviembre)            | Tolima · Wendy Cifuentes · Melany Hernandez · Yesica Cifuentes · Sofia Avendaño | Cundinamarca · Paula Andrea Ruiz · Vannesa Camacho · Lina Marcela Dussan | Boyacá · Laura Angarita · Paola Andrea Rubiano · Carolina Velez · Valentina Pulido |
| Aros (17 de noviembre)               | Cundinamarca · Lina Marcela Dussan                                              | Bogotá, D. C. · Cindy Johanna Pérez                                      | Cundinamarca · Vannesa Camacho                                                     |
| Balón (17 de noviembre)              | Cundinamarca · Lina Marcela Dussan                                              | Boyacá · Carolina Velez                                                  | Bogotá, D. C. · Cindy Johanna Perez                                                |
| Cinta (17 de noviembre)              | Boyacá · Carolina Velez                                                         | Bogotá, D. C. · Cindy Johanna Perez                                      | Cundinamarca · Lina Marcela Dussan                                                 |
| Mazas (17 de noviembre)              | Boyacá · Carolina Vélez                                                         | Valle del Cauca · Sara Maria Chávez                                      | Bogotá, D. C. · Cindy Johanna Pérez                                                |